# Dracontia tuerckheimii
Dracontia tuerckheimii é uma espécie de orquídea (Orchidaceae) que existe do México ao Panamá.